# رونتگن (یکا)

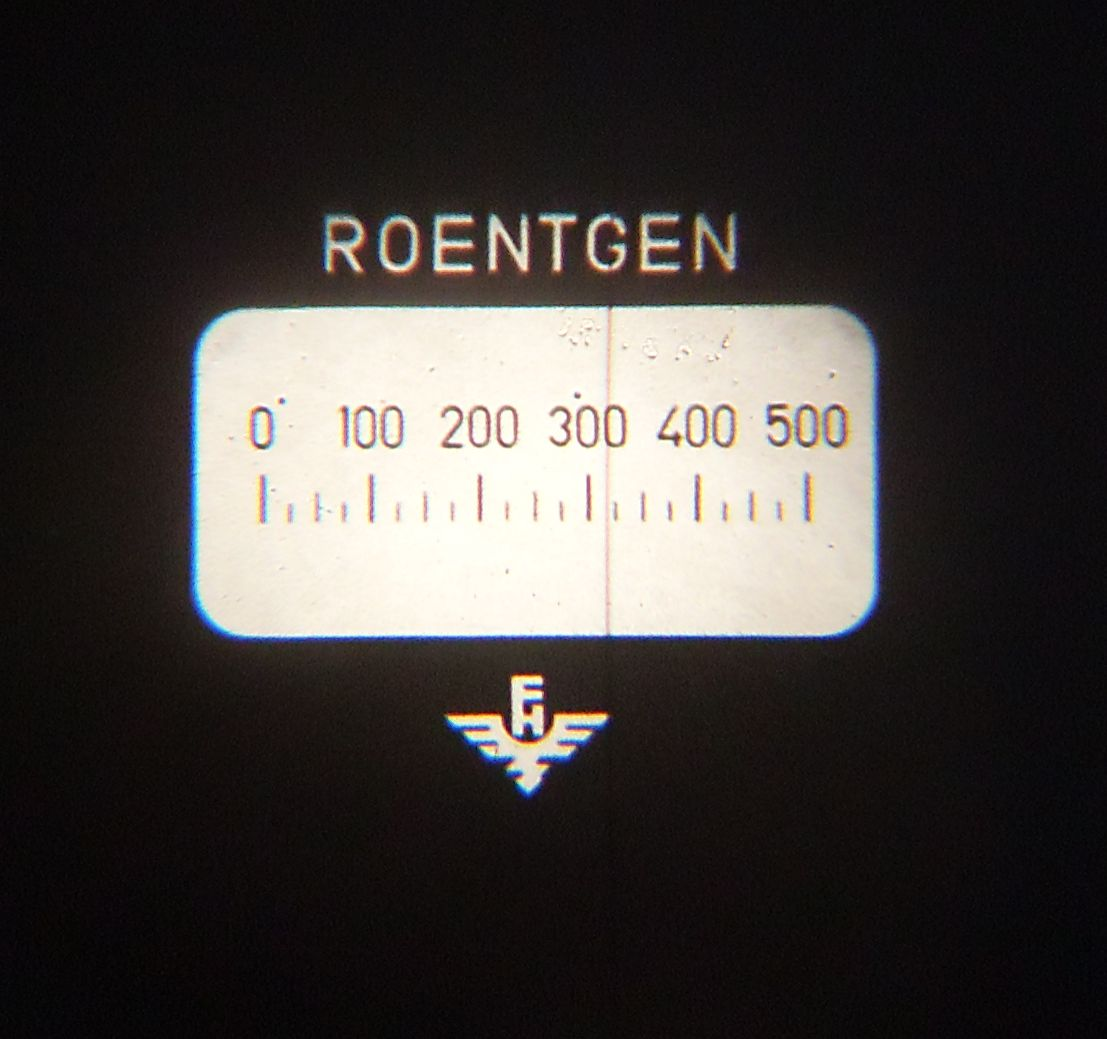
نمایی از «دزیمتر فیبر کوارتز»، در واحد رونتگن

یکای رونتگن،(به انگلیسی: Roentgen unit) واحد اندازه‌گیری برای پرتوهای یونیزه (مانند پرتوی ایکس و پرتوی گاما) می‌باشد. نام این یکای اندازه‌گیری برای بزرگداشت ویلهلم رونتگن نامگذاری کرده‌است.
یک رونتگن مقدار اشعه x یا گاما است که در یک سانتی‌متر مکعب هوا در شرایط متعارف (صفر درجه سانتیگراد و ۷۶ سانتیمتر جیوه) و در اثر یونیزاسیون یک واحد الکترواستاتیک بار الکتریکی مثبت یا منفی ایجاد کند. اگر هر یون دارای بار الکتریکی معادل یک الکترون باشد، esu 1 از بار الکتریکی مثبت یا منفی معادل ۱۰۹´ ۰۸۳/۲ جفت یون است. واحد دوز تابشی در سیستم اندازه‌گیری بین‌المللی SI به صورت کولن بر کیلوگرم هوا (C/kg) تعریف می‌شود و آن مقدار اشعه‌ای است که در یک کیلوگرم هوا مقدار یک کولن بار الکتریکی ایجاد کند.